# Futbol Club Barcelona 2002-2003
Questa voce raccoglie le informazioni riguardanti il Futbol Club Barcelona nelle competizioni ufficiali della stagione 2002-2003. 

## Divise e sponsor
| Casa | Trasferta | Terza divisa |

## Rosa
| N. |                        | Ruolo | Calciatore           |
| -- | ---------------------- | ----- | -------------------- |
| 1  | Argentina (bandiera)   | P     | Roberto Oscar Bonano |
| 2  | Paesi Bassi (bandiera) | D     | Michael Reiziger     |
| 3  | Paesi Bassi (bandiera) | D     | Frank de Boer        |
| 4  | Svezia (bandiera)      | D     | Patrik Andersson     |
| 5  | Spagna (bandiera)      | D     | Carles Puyol         |
| 6  | Spagna (bandiera)      | C     | Xavi                 |
| 7  | Argentina (bandiera)   | A     | Javier Saviola       |
| 8  | Paesi Bassi (bandiera) | C     | Philip Cocu          |
| 9  | Paesi Bassi (bandiera) | A     | Patrick Kluivert     |
| 10 | Argentina (bandiera)   | C     | Juan Román Riquelme  |
| 11 | Paesi Bassi (bandiera) | A     | Marc Overmars        |
| 12 | Francia (bandiera)     | D     | Philippe Christanval |
| 14 | Spagna (bandiera)      | C     | Gerard               |
| 15 | Brasile (bandiera)     | C     | Fábio Rochemback     |
| 17 | Spagna (bandiera)      | C     | Gaizka Mendieta      |

| N. |                      | Ruolo | Calciatore         |
| -- | -------------------- | ----- | ------------------ |
| 18 | Spagna (bandiera)    | C     | Gabri              |
| 19 | Spagna (bandiera)    | A     | Dani               |
| 20 | Argentina (bandiera) | D     | Juan Pablo Sorín   |
| 21 | Spagna (bandiera)    | C     | Luis Enrique       |
| 22 | Brasile (bandiera)   | A     | Geovanni           |
| 25 | Germania (bandiera)  | P     | Robert Enke        |
| 26 | Spagna (bandiera)    | P     | Víctor Valdés      |
| 27 | Spagna (bandiera)    | C     | Roberto Trashorras |
| 29 | Spagna (bandiera)    | C     | Nano               |
| 31 | Brasile (bandiera)   | C     | Thiago Motta       |
| 32 | Spagna (bandiera)    | D     | Oleguer Presas     |
| 34 | Spagna (bandiera)    | C     | Andrés Iniesta     |
| 35 | Spagna (bandiera)    | D     | Fernando Navarro   |
| 40 | Spagna (bandiera)    | D     | Oscar López        |